# Childerley
Childerley – civil parish w Anglii, w Cambridgeshire, w dystrykcie South Cambridgeshire. W 2001 civil parish liczyła 27 mieszkańców. Childerley jest wspomniana w Domesday Book (1086) jako Cilderlai/Cildrelai.